# Bautista Goyel Álvarez Domínguez
Bautista Goyel Álvarez Domínguez (Loucia, parròquia de Las, San Amaro, 1933 - Beariz, 16 de setembre de 2017) va ser un polític gallec. Fill d'una família de pagesos, estudià al seminari d'Ourense. Fou membre fundador da Unión do Povo Galego el 1964, un dels redactors del seu programa i el seu president des de 1977. El 1965 també fou un dels fundadors del grup Brais Pinto a Madrid, on fou detingut per primer cop per la policia el 1969. El 1973 s'establí a Vigo, on es dedicà a l'activisme clandestí, fou detingut per participar en una manifestació pro-amnistia el 1976 i jutjat pel Tribunal d'Ordre Públic el 1977.
Participà en la fundació del Bloc Nacionalista Gallec i fou diputat al Parlament de Galícia des de les eleccions al Parlament de Galícia de 1981. El 1981 fou expulsat del parlament gallec amb els seus companys de partit per negar-se a acatar la Constitució Espanyola de 1978. Ha participat en diverses conferències del CONSEO i ha rebut diverses condecoracions. Des del 1997 fou vicepresident segon del Parlament. El 2004 creà la Fundación Bautista Álvarez de Estudos Nacionalistas.